# Theristicus
A Theristicus a madarak (Aves) osztályának a gödényalakúak (Pelecaniformes) rendjébe, ezen belül az íbiszfélék (Threskiornithidae) családjába és az íbiszformák (Threskiornithinae) alcsaládjába tartozó nem.

## Tudnivalók
A Theristicus-fajok Dél-Amerika nyílt, füves részein találhatók meg. Mindegyiküknek a csőre sötét, hosszú és részben hajlott. Röptükben a vöröses, rövidebb lábaik, az Eudocimus- és Plegadis-fajoktól eltérően, nem nyúlnak túl a faroktollakon.

## Rendszerezés
A nembe az alábbi 3-4 élő faj tartozik:
- szerrádó íbisz (Theristicus caudatus) (Boddaert, 1783)
- kék íbisz (Theristicus caerulescens) (Vieillot, 1817)
- feketearcú íbisz (Theristicus melanopis) (Gmelin, 1789)
- andoki íbisz (Theristicus branickii vagy Theristicus melanopis branickii) Berlepsch & Stolzmann, 1894

Korábban a feketearcú íbiszt a szerrádó íbisz alfajaként tartották számon, azonban manapság a legtöbb rendszerező egyetért abban, hogy e két madár két külön fajt alkot. Továbbá az újonnan elfogadott madárfaj andoki alfaját, az úgynevezett andoki íbiszt is, egyes kutatók önálló fajnak tekintik, viszont ezt, az ornitológusok többsége elveti.

### Fordítás
- Ez a szócikk részben vagy egészben  a   Theristicus című angol Wikipédia-szócikk ezen változatának fordításán alapul.  Az eredeti cikk szerkesztőit annak laptörténete sorolja fel. Ez a jelzés csupán a megfogalmazás eredetét és a szerzői jogokat jelzi, nem szolgál a cikkben szereplő információk forrásmegjelöléseként.